# Reality (singel Lost Frequencies)
Reality – singel belgijskiego producenta muzycznego Lost Frequencies z gościnnym udziałem holenderskiego wokalisty Janiecka van de Poldera, znanego lepiej jako Janieck Devy, wydany w czerwcu 2015. W Polsce przedpremierowo piosenkę zaprezentowała 29 maja 2015 stacja radiowa Eska. Oficjalna polska promocja radiowa odbyła się 20 lipca 2015 i była kilkakrotnie wznawiana (3 sierpnia, 17 sierpnia i 24 sierpnia 2015). Singel uzyskał status dwukrotnie platynowej płyty w Polsce.

## Lista utworów
| 1. | "Reality"                | 2:38  |
|    |                          |       |
| 2. | "Reality" (Extended Mix) | 4:54  |
|    |                          |       |
|    |                          | 07:32 |
|    |                          |       |

## Notowania na listach przebojów
| Lista                                          | Najwyższa pozycja |
| ---------------------------------------------- | ----------------- |
| Australia (Top 50 Singles)                     | 35                |
| Austria (Ö3 Austria Top 40)                    | 1                 |
| Belgia (Flandria) (Ultratop 50 Singles)        | 1                 |
| Czechy (Singles Digital – Top 100)             | 2                 |
| Belgia (Wallonia) (Ultratop 50 Singles)        | 1                 |
| Dania (Track Top-40)                           | 12                |
| Finlandia (Top 20 Singles)                     | 8                 |
| Francja (Top 200 Singles)                      | 2                 |
| Niemcy (Top 100 Singles)                       | 1                 |
| Węgry (Rádiós Top 40)                          | 1                 |
| Węgry (Single Top 40)                          | 1                 |
| Węgry (Dance Top 40)                           | 4                 |
| Irlandia (Top 50 Singles)                      | 53                |
| Włochy (Top 20 Singles)                        | 8                 |
| Liban (Lebanese Top 20)                        | 1                 |
| Holandia (Single Top 100)                      | 3                 |
| Norwegia (Top 20 Singles)                      | 5                 |
| Polska (AirPlay – Top)                         | 1                 |
| Portugalia (billboard Portugal Digital utwórs) | 1                 |
| Słowacja (Singles Digital)                     | 1                 |
| Hiszpania (Top 50 Singles)                     | 2                 |
| Szwecja (Top 60 Singles)                       | 10                |
| Szwajcaria (Singles Top 100)                   | 2                 |
| Wielka Brytania (Singles Top 100)              | 29                |
| Stany Zjednoczone (Dance/Electronic Songs)     | 37                |